# Calosoma brachycerum
Calosoma brachycerum is een keversoort uit de familie van de loopkevers (Carabidae). De wetenschappelijke naam van de soort is voor het eerst geldig gepubliceerd in 1884 door Gerteacker.
De kever is 22 tot 28 millimeter lang. De soort is ongevleugeld. De imago is te vinden in de periodes december-februari en juni-juli.
De soort komt voor op de hellingen van Mount Meru en de Kilimanjaro in Tanzania op hoogtes van 1500 tot 3600 meter boven zeeniveau.